# Swiatłana Walko
Swiatłana Iosifauna Walko, z domu Kudraszowa (biał. Святлана Іосіфаўна Валько-Кудрашова; ur. 12 lipca 1989 w Grodnie) – białoruska koszykarka, występująca na pozycjach rozgrywającej lub rzucającej, reprezentantka kraju, olimpijka, od 2022 zawodniczka Olimpii Grodno.

## Osiągnięcia
Stan na 8 maja 2023, na podstawie, o ile nie zaznaczono inaczej.

### Drużynowe
- Mistrzyni Białorusi (2009, 2011, 2012)[3][4][5]
- Wicemistrzyni:
  - Bałtyckiej Ligi Koszykówki Kobiet (2012–2014)
  - Białorusi (2008, 2014, 2015, 2019, 2023)[6][7][8][9][10]
- Brązowa medalistka mistrzostw Białorusi (2010, 2013, 2017, 2018, 2022)[11][12]
- Zdobywczyni Pucharu Białorusi (2011/2012, 2012/2013, 2013/2014)[5][13][7]
- Finalistka Pucharu Białorusi (2018/2019, 2021/2022)[9][14]
- Uczestniczka międzynarodowych rozgrywek Eurocup (2010–2013, 2014/2015)

### Indywidualne
(* – nagrody przyznane przez portal eurobasket.com)
- Zaliczona do*:
  - składu honorable mention ligi białoruskiej (2010, 2011, 2018)[15][4][12]
- Uczestniczka meczu gwiazd ligi białoruskiej (2012)[5]

- - I składu:
    - ligi:
      - białoruskiej (2009, 2011)

    - zawodniczek krajowych ligi białoruskiej (2011)

### Seniorska
- Uczestniczka:
  - mistrzostw:
    - świata (2010 – 4. miejsce)
    - Europy (2011 – 9. miejsce, 2015 – 4. miejsce)

  - kwalifikacji do Eurobasketu (2013)

#### Młodzieżowe
- Uczestniczka mistrzostw Europy:
  - U–20 (2008 – 12. miejsce, 2009 – 14. miejsce)
  - U–18 (2007 – 14. miejsce)
  - U–16 (2005 – 12. miejsce)